# 村上孫晴
村上 孫晴（むらかみ まごはる、1940年5月6日 - ）は、日本の陸上競技選手。徳島県出身。国士舘大学体育学部卒業。

## 経歴
1960年に国士舘大学体育学部に入学。箱根駅伝には1年時から4年時まで4年連続で出場。1年時に出場した第37回箱根駅伝では3区で区間2位の走りをみせ、チームの順位を8位から3位まで押し上げた。2年時の第38回箱根駅伝では3区を区間6位で走った。またチームは10位に入り、6度目の出場で初めてシード権を獲得した。3年時の第39回箱根駅伝では自身初めての復路となる10区を走り、区間14位の走りでチームの2年連続のシード権獲得となる6位フィニッシュのゴールテープを切った。4年時の第40回箱根駅伝では2年ぶり3度目の3区を任される。3位で襷を受けてから10km以上にわたって3位の単独走だったが、12～13km付近で2位を走る中央大学の選手を視界に捉えると、浜須賀の手前で靴を脱いで裸足になり、脱いだ靴を沿道に投げ捨てる。そこから一気にペースを上げて中央大学を抜いて2位に浮上し、区間新記録の快走で大学史上最高順位の総合3位に大きく貢献した。試合後には「全力を出すにはハダシが一番いいんです」とコメントした。靴を脱ぐ様子は毎年の箱根駅伝のコマーシャル前のアイキャッチで見ることができる。
大学卒業後は地元である徳島県の高等学校で教員をしながら陸上部の監督を務めた。

## 人物
- 高校時代は山を走るバスと競走して足腰を鍛えていた。
- 足の甲が高かったため、シューズの紐を締めつけると痺れて走れない状態だったという。
- 4年生の4月頃から日常的に裸足で生活していたため、箱根駅伝を裸足で走り終わった後は足が少しヒリヒリした程度で皮は剥けなかったという。

## 戦績・記録
- 1961年 第37回箱根駅伝 3区 19.9km 区間2位 1時間03分49
- 1962年 第38回箱根駅伝 3区 19.9km 区間6位 1時間07分45秒
- 1963年 第39回箱根駅伝 10区 21.7km 区間14位 1時間13分19秒
- 1964年 第40回箱根駅伝 3区 20.2km 区間賞 1時間02分43秒